# غريبينسكايا (سيسينيجا)
غريبينسكايا (بالروسية: Гребенская) هي مدينة في جمهورية الشيشان في روسيا. ويبلغ عدد سكانها حوالي 5456 نسمة.